# Wisła Sandomierz
Sandomierski Klub Sportowy Wisła Sandomierz – polski klub sportowy założony w 1925 w Sandomierzu, w sezonie 2024/2025 występujący w rozgrywkach klasy okręgowej, gr. świętokrzyskiej. Mecze w roli gospodarza rozgrywa na Miejskim Stadionie Sportowym, mogącym pomieścić 2221 widzów.

## Sekcja piłki nożnej

### Historia
Klub został założony w 1925. Po zakończeniu działań wojennych, w 1946 drużyna przystąpiła pod nazwą SKS do rywalizacji w klasie C i zajęła w niej pierwszą lokatę. Następnie zwyciężyła także w rozgrywkach klasy B i trafiła do klasy A, w której występowała do 1955. Wtedy to zespół został zdegradowany. W 1956 uczestniczył w rozgrywkach pod szyldem Wisła, a dwa lata później wygrał klasę B i ponownie znalazł się w klasie A. W latach 60. XX wieku posiadał także zespół rezerw, który występował w klasie B. Pierwsza drużyna w każdym następnym sezonie spisywała się lepiej. W 1963 uplasowała się na drugim miejscu ex aequo z Cukrownikiem Kazimierza Wielka. Rozstrzygające o awansie spotkanie zostało rozegrane w Kielcach – Wisła przegrała 0:1. W kolejnym sezonie sandomierscy piłkarze wygrali klasę A i uzyskali promocję do ligi okręgowej (trzeci poziom ligowy). W debiucie w tych rozgrywkach (1964/1965) zdobyli 15 punktów i zajęli 10. pozycję; utrzymanie zapewnili sobie dzięki remisowi w ostatniej kolejce. Rok później, z dorobkiem 11 punktów i bilansem bramkowym 18–54, uplasowali się na 11. miejscu w tabeli.
Od 1966 klub nadal występował w lidze okręgowej, jednak po reorganizacji stanowiła ona czwarty poziom ligowy. Wisła plasowała się w niej w dolnych rejonach tabeli, aż w 1968 spadła do klasy A. Występowała w niej przez kolejnych osiem lat. Wtedy to, w wyniku kolejnej reorganizacji rozgrywek, zaczęła podlegać Tarnobrzeskiemu Okręgowemu Związkowi Piłki Nożnej. W 1979 klub zadebiutował w rozgrywkach pucharu Polski – w pierwszej rundzie przegrał 0:2 z Granatem Skarżysko. W sezonie 1992/1993 Wisła rywalizowała w III lidze – w 30 meczach zdobyła 23 punkty i zajęła 14. pozycję (spadkową). W 1999 zespół dotarł do finału pucharu kraju na szczeblu okręgu – przegrał w nim 0:5 z Tłokami Gorzyce. Od 2000 klub uczestniczył w rozgrywkach IV ligi świętokrzyskiej i należał w niej do czołowych zespołów. W sezonie 2005/2005 trudności organizacyjne odbiły się na osiągnięciach Wisły, która zajęła ostatnią pozycję. Dzięki wycofaniu się Pogoni Staszów klub utrzymał jednak status czwartoligowca. Od sezonu 2008/2009, po reformie rozgrywek, Wisła występowała w IV lidze świętokrzyskiej, stanowiącej piąty poziom rozgrywkowy. W sezonie 2011/2012 zajęła w niej pierwsze miejsce i wywalczyła awans do III ligi małopolsko-świętokrzyskiej. W sezonie 2014/2015, wygrywając 22 z 34 meczów, zajęła w niej pierwszą pozycję. W barażach o awans do II ligi drużyna z Sandomierza przegrała jednak z Radomiakiem Radom 1:2 w dwumeczu.
W 2022 roku w wyniku wycofania się Wigier Suwałki z rozgrywek II ligi (i związanego z tym utrzymania w niej Hutnika Kraków), Wisła pozostała na nowy sezon w III lidze, pomimo tego, że sportowo została zdegradowana do IV ligi. Wisła spadła z III ligi rok później. Za to w swoim pierwszym sezonie w IV lidze jako spadkowicz (2023/2024), została zdegradowana do klasy okręgowej.

### Osiągnięcia
- Liga okręgowa (trzeci poziom rozgrywkowy):
  - 10. miejsce: 1964/1965
- III liga (III poziom rozgrywkowy):
  - 14. miejsce: 1992/1993
- III liga (IV poziom rozgrywkowy):
  - 1. miejsce: 2014/2015 (grupa małopolsko - świętokrzyska)
  - Udział w barażach o awans do II ligi: 2014/2015 z Radomiak Radom (porażka 1:2 w dwumeczu, awans Radomiaka)
- Regionalny Puchar Polski (woj. świętokrzyskie): 
  - Zwycięstwo: 2014/2015

## Pozostałe sekcje
Od 1966 istniała w klubie z Sandomierza sekcja piłki ręcznej, której zespoły młodzieżowe odnosiły sukcesy na arenie krajowej i międzynarodowej. Wychowankami drużyny piłki ręcznej byli m.in. Antoni Zięba i Karol Bielecki. W 1999 powołane zostało samodzielne Stowarzyszenie Piłki Ręcznej Wisła Sandomierz.
Działały także sekcje: lekkoatletyczna (juniorzy tej sekcji w kilku dyscyplinach byli mistrzami Polski), siatkówki, koszykówki i hokeja na lodzie.